# Le Bateau du courrier
Le Bateau du courrier est un roman de Geneviève Dormann publié le 1er juin 1974 aux éditions du Seuil et ayant reçu le prix des Deux Magots l'année suivante.

## Éditions
- Le Bateau du courrier, éditions du Seuil, 1974  (ISBN 2020012375).